# Mickleton, Durham
Mickleton är en ort och civil parish i Storbritannien.   Den ligger i kommunen Durham i riksdelen England, i den centrala delen av landet, 400 km norr om huvudstaden London. Mickleton ligger 241 meter över havet och antalet invånare är 413.
Terrängen runt Mickleton är kuperad norrut, men söderut är den platt. Mickleton ligger nere i en dal. Runt Mickleton är det ganska glesbefolkat, med 29 invånare per kvadratkilometer. Närmaste större samhälle är Barnard Castle, 11,2 km sydost om Mickleton. Trakten runt Mickleton består i huvudsak av gräsmarker.